# Løvenvold-Kino

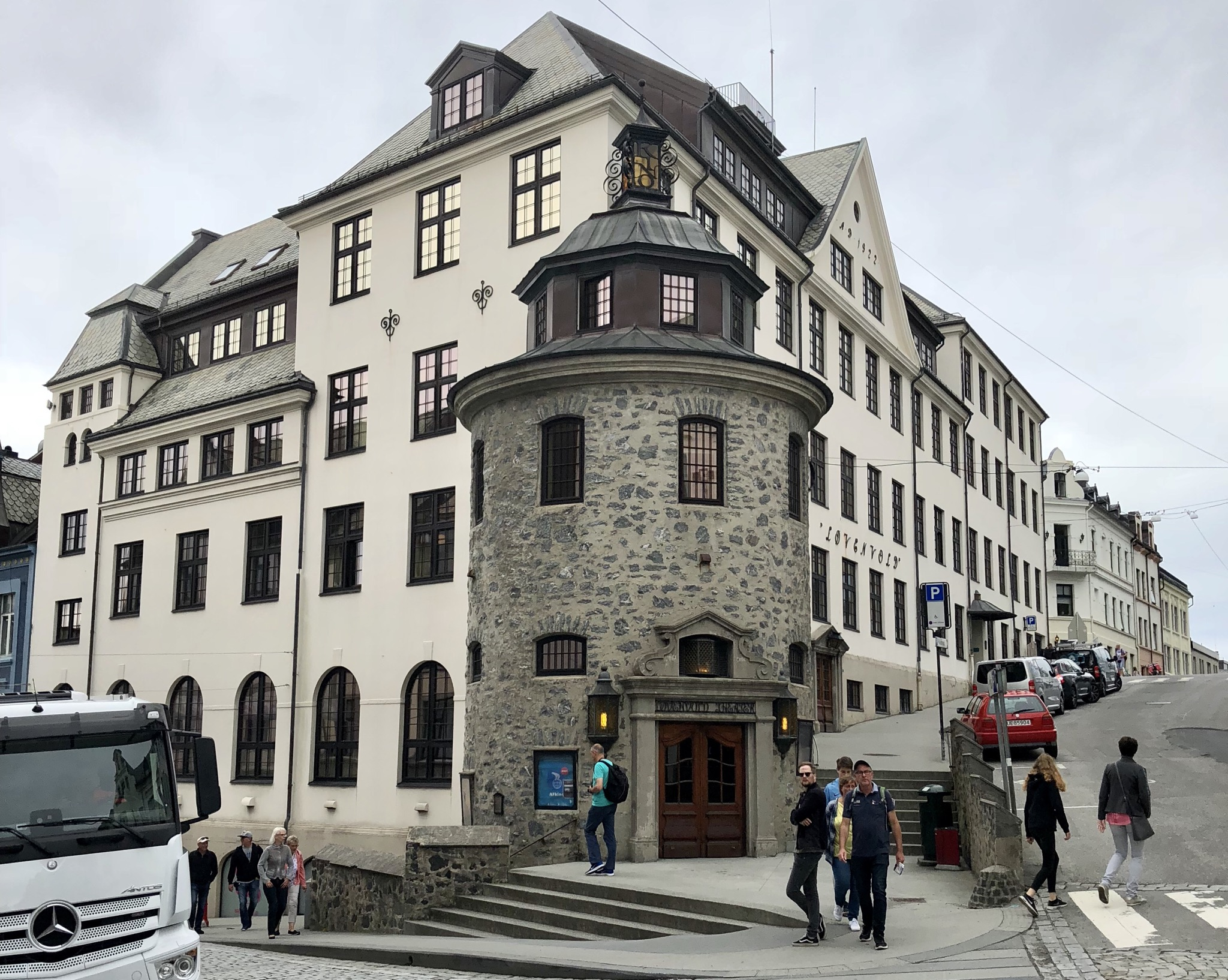
Løvenvold-Kino, 2019

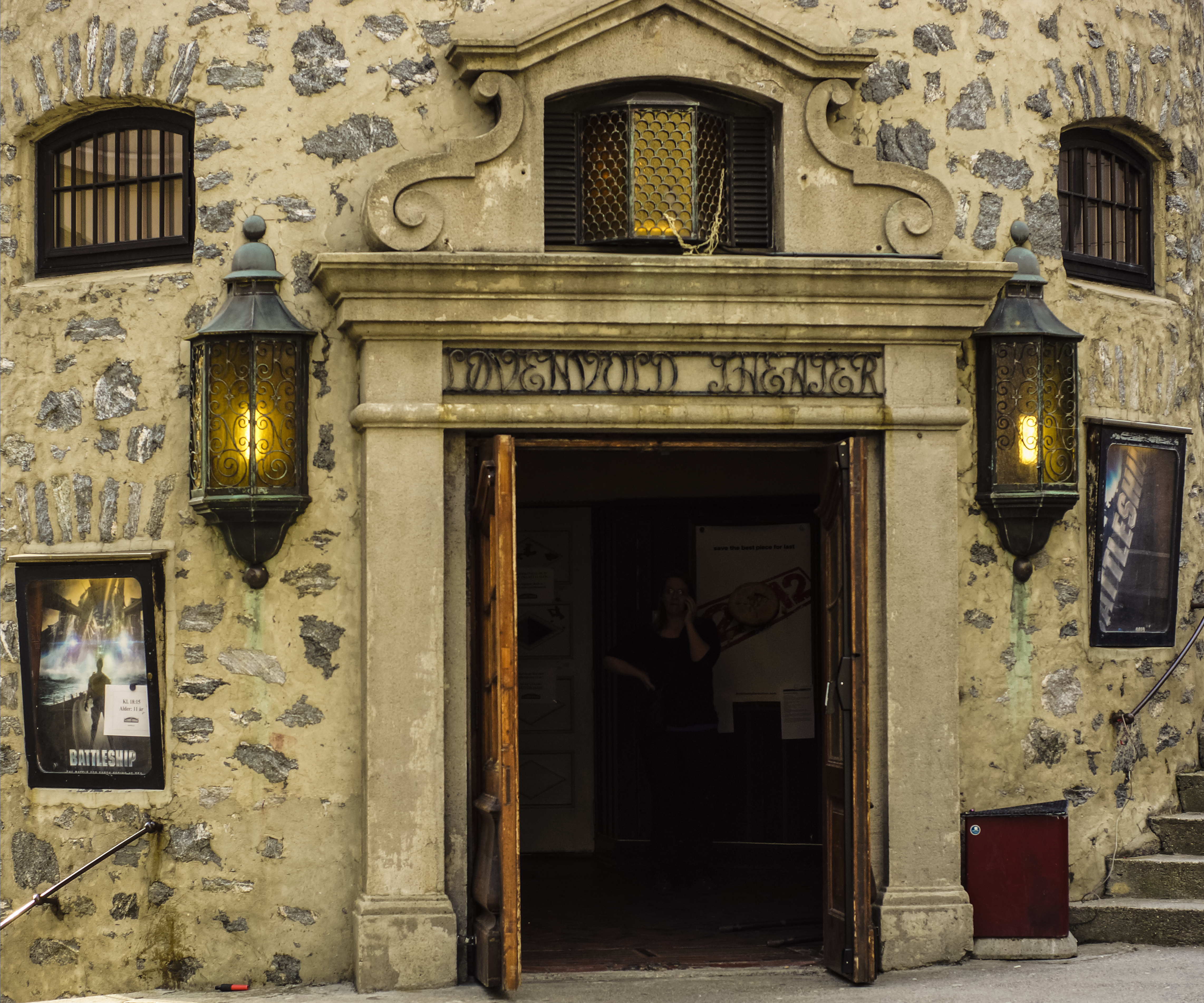
Eingangsbereich, 2013

Das Løvenvold-Kino ist ein denkmalgeschütztes Kino in der norwegischen Stadt Ålesund.
Es befindet sich im östlichen Teil der Ålesunder Innenstadt auf der Insel Nørvøy an der Adresse Løvenvoldgata 11 in einer Ecklage an der Einmündung der Løvenvoldgata auf die Storgata.
Das Kino wurde im Jahr 1923 durch den damals neuen Stadtarchitekten Øyvin Berg Grimnes errichtet und ist weiterhin als Kino in Nutzung. Die Innengestaltung erfolgte durch Paul Ansteinsson. Der Innenraum ist mit Freskenmalereien verziert, die die mittelalterliche norwegische Ballade Villemann og Magnhild darstellen. Bedingt durch eindringendes Wasser machte sich eine Restaurierung erforderlich, die 2008/2009 durchgeführt wurde. Insgesamt verfügt das Kino über 310 Sitzplätze.
Das Kino befand sich im kommunalen Eigentum und war mehrfach von Schließung bedroht. Zum 1. Januar 2014 wurde es privatisiert und von Norsk Kino übernommen. Durch den neuen Betreiber wurden kinotypische Verkaufsmöglichkeiten geschaffen, die sich in den Stil des Baudenkmals einfügen. Zugleich wurde die Kinotechnik erneuert. Neben neuen Lautsprechern wurde auch 3D-Abspieltechnik installiert.